# Waleryn (rejon ostrowiecki)
Waleryn – dawny majątek. Tereny, na których był położony, leżą obecnie na Białorusi, w obwodzie grodzieńskim, w rejonie ostrowieckim, w sielsowiecie Gierwiaty.

## Historia
W czasach zaborów folwark w gminie Soły, w powiecie oszmiańskim, w guberni wileńskiej Imperium Rosyjskiego. W 1866 roku liczył 15 mieszkańców, należał do Laudańskich.
Po I wojnie światowej pod administracją polską, w Zarządzie Cywilnym Ziem Wschodnich. W latach 1920–1922 w składzie Litwy Środkowej.
Od 11 kwietnia 1922 folwark a następnie majątek leżał w Polsce, w województwie wileńskim, w powiecie oszmiańskim, w gminie Soły.
W 1931 w 1 domu zamieszkiwały 4 osoby.
Wierni należeli do parafii rzymskokatolickiej w Daukszyszkach. Miejscowość podlegała pod Sąd Grodzki w Oszmianie i Okręgowy w Wilnie; właściwy urząd pocztowy mieścił się w Dokurniszkach.